# Peter Robin Harding

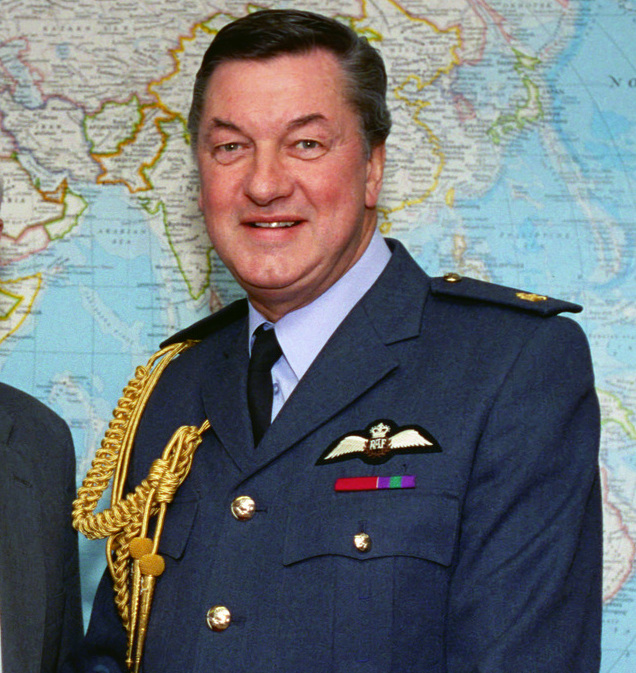
Peter Robin Harding

Sir Peter Robin Harding, GCB (* 2. Dezember 1933 in Lambeth, London; † 19. August 2021) war ein britischer Offizier der Royal Air Force (RAF), der als Air Chief Marshal 1985 Vize-Chef des Verteidigungsstabes (Vice-Chief of the Defence Staff), zwischen 1985 und 1988 Chef des Stabes der Luftstreitkräfte (Chief of the Air Staff) sowie im Anschluss als Marshal of the Royal Air Force von 1988 bis 1992 Chef des Verteidigungsstabes  der Streitkräfte des Vereinigten Königreichs (Chief of the Defence Staff) war.

## Leben
Peter Robin Harding besuchte die Chingford Foundation School und begann am 3. September 1952 seinen Militärdienst (National Service). Am 12. August 1953 wurde er als Leutnant (Pilot Officer) in die Royal Air Force (RAF) übernommen und fand in der Folgezeit zahlreiche Verwendungen als Offizier und Stabsoffizier.
Harding löste als Oberst (Group Captain) am 26. Juli 1976 Oberst David Harcourt-Smith als Kommandant des Luftstützpunktes RAF Brüggen ab und verblieb auf diesem Posten bis zum 27. Februar 1976, woraufhin Group Captain John Robert Walker seine Nachfolge antrat. Nach weiteren Verwendungen übernahm er als Generalmajor (Air Vice Marshal) am 7. Januar 1981 von Air Vice Marshal Peter Anthony Latham die Funktion als Kommandeur (Air Officer Commanding) der No 11 Group RAF und hatte dieses Kommando bis zu seiner Ablösung durch Generalmajor Kenneth Hayr am 11. August 1982 aus. Am 28. August 1982 wurde er als Generalleutnant (Air Marshal) Nachfolger von Air Marshal David Craig als Vizechef des Stabes der Luftstreitkräfte (Vice Chief of the Air Staff) und bekleidete diese Funktion bis zu deren Auflösung 1985. Während dieser Zeit wurde er am 31. Dezember 1982 zum Knight Commander des Order of the Bath (KCB) geschlagen und führte seither den Namenszusatz „Sir“.
Danach wurde Harding 1985 als General (Air Chief Marshal) Nachfolger von Admiral Peter Geoffrey Marshall Herbert als Vizechef des Verteidigungsstabes (Vice Chief of Defence Staff). Er bekleidete dieses Amt jedoch nur für kurze Zeit und wurde noch 1985 von Air Chief Marshal Patrick Hine abgelöst. Er selbst wiederum löste am 29. August 1985 erneut Air Chief Marshal David Craig als Oberkommandierender des Luftangriffskommandos (Commander-in-Chief, RAF Strike Command) ab und verblieb auf diesem Posten bis zum 9. September 1988, woraufhin auch hier Air Chief Marshal Patrick Hine sein Nachfolger wurde. In dieser Zeit wurde er am 31. Dezember 1987 auch zum Knight Grand Cross des Order of the Bath erhoben. Im Anschluss wurde er am 14. November 1988 wieder Nachfolger von Air Chief Marshal David Craig, und zwar dieses Mal als Chef des Stabes der Luftstreitkräfte (Chief of the Air Staff). Er hatte dieses Amt bis zum 6. November 1992 inne und wurde daraufhin von Air Chief Marshal Michael Graydon abgelöst.
Zuletzt übernahm Peter Robin Harding als Marshal of the Royal Air Force von Generalfeldmarschall (Field Marshal) Richard Vincent den Posten als Chef des Verteidigungsstabes  der Streitkräfte des Vereinigten Königreichs (Chief of the Defence Staff). Diesen hatte er bis zu seinem Eintritt in den Ruhestand am 13. März 1994 inne, woraufhin Field Marshal Peter Inge am 15. März 1994 seine Nachfolge antrat.